# Argandea
Argandea – według Sumeryjskiej listy królów trzeci, ostatni władca należący do II dynastii z Uruk. Dotyczący go fragment brzmi następująco:
„Argandea (z Uruk) panował przez 7 lat”.
Dalej Sumeryjska lista królów stwierdza, iż „Uruk zostało pokonane, a (siedziba) królestwa została przeniesiona do Ur”.